# 文知摺橋
文知摺橋（もちずりばし）は、福島県福島市にある国道115号（中村街道）の橋。

## 概要
- 全長…242 m
- 幅員…21.6 m（車道部14.0 m、歩道部2.75 m×2）
- 形式…4径間連続RC連続床版箱桁橋
- 竣工…1979年（昭和54年）12月

福島市東部地区の阿武隈川を東西に渡り、東詰は福島県福島市岡部、西詰は同市堀河町。4車線で供用されており、東詰は福島県道309号岡部渡利線の起点である。

## 沿革
元々は「岡部の渡し」という渡し船によって岡部村と現在の堀川町にあたる五十辺村とが繋がれていた場所であり、元禄2年（1689年）に松尾芭蕉が文知摺観音ヘ向かう際に利用したとされる。
1889年（明治22年）5月に岡部橋という橋名で長さ125間、幅9尺の仮板橋がかけられた。総工費は当時の金額で3,519円。渡し賃を得る有料橋であったが、風水害による阿武隈川の増水により、大正までに10回以上の落橋や流出、損壊、そして架替や補修を行っており、板橋の脆さが露呈する形となった。
現在でも周囲の川床には木製の杭の跡が現存している。
1935年（昭和10年）から1937年（昭和12年）にかけ、もとの橋のやや上流よりに府県道福島中村線の永久橋として三等橋の鉄橋が建設され9月9日に竣工した。当地の東に位置し、歌枕としても著名な文知摺観音を由来として文知摺橋と新たに名付けられた。長さ238.5 ｍ、幅約6 ｍの9径間突桁式鋼桁橋（カンチレバープレートガーダー橋）であった。施工は横河橋梁と松尾橋梁。総工費は当時の金額で17万円であった。
しかし1963年（昭和38年）4月より、二級国道115号線相馬猪苗代線に指定され、モータリゼーションが進み増加した道路交通に耐えることができず、また構体の老朽化も進んだことから2代目文知摺橋となる現在の橋が初代文知摺橋から下流より、初代岡部橋があったあたりに1976年（昭和51年）12月に着工された。
2代目文知摺橋となる現在の橋梁は、1979年（昭和54年）12月に竣工した現橋で、長さ242 mの4径間鋼連続箱桁橋で、現在は上下線合わせ車道幅14 m、歩道幅4.5 m。上下線ともに車道は各2車線ずつ確保されている。建設に当たり、当地の南側に現在では阿武隈親水公園として整備されている福島県北地方最大級のハクチョウの越冬地が存在し、景勝地になっていることから、鋼管基礎建設時の騒音、振動を最小限に抑えられるよう努められ、また越冬中のハクチョウに豊富な餌を見舞金のように与え、ハクチョウの個体数の減少を防いだ。橋桁の塗装についてもハクチョウ越冬地としての径間の調和のため白色に統一されている。高欄は文知摺観音の史跡、文知摺石の菱形模様がデザインされ、また、河原左大臣による文知摺を読んだ歌が刻まれた黒御影石製の親柱が地域のシンボルとして設置された。これらは1980年（昭和55年）1月30日付河北新報論壇にて「自然環境にマッチしており、文学碑併用のアイデアは暮らしに潤い与えた行政として、又行政の文化化に先手を打ったものといえる」と評されている。

## 歴史
- 1937年（昭和12年）9月9日 - 初代文知摺橋が竣工[1]、10月8日開通[2]。橋長239 m、幅員6 m。
- 1979年（昭和54年）12月 - 現在の文知摺橋が竣工[3]。幅員9.25 m（車道7 m、歩道2.25 m）×2[2]。

## 周辺
- 福島市小鳥の森
- あぶくま親水公園
- 福島ラジオ送信所

## 隣の橋
（上流） 三本木橋 - 文知摺橋 - 鎌田大橋 （下流）
座標: 北緯37度46分17.8秒 東経140度29分34.8秒 / 北緯37.771611度 東経140.493000度